# Miranda (estado)
Miranda é um dos estados da Venezuela. Essa denominação é uma homenagem à Francisco de Miranda, considerado o precursor da independência da América Latina.

## Divisão político-territorial
O Estado de Miranda como entidade federal constitucional tem sua própria carta magna, a Constitución del Estado Bolivariano de Miranda; possui dois ramos do Poder Público segundo o Art. 14 de sua constituição: o Executivo (Governador de Miranda) e Legislativo (Conselho Legislativo). Além disso, estabeleceram-se órgãos autônomos como a Contraloría Estadal e a Procuraduria. Os outros três dependem do Poder Nacional como o Judicial (Circunscripción Judicial del Estado Miranda), Eleitoral (Oficina Electoral del Estado Miranda) e Cidadão.
Suas autoridades são eleitas pelo povo mirandino de forma universal, direta e secreta.
A entidade está dividida em 21 municípios e 53 paróquias de acordo com a Constitución Regional y Nacional.

## Municípios
1. Acevedo (Caucagua)
2. Andrés Bello (San José de Barlovento)
3. Baruta (Nuestra Señora del Rosario de Baruta)
4. Brión (Higuerote)
5. Buroz (Mamporal)
6. Carrizal (Carrizal)
7. Chacao (Chacao)
8. Cristóbal Rojas (Charallave)
9. El Hatillo (El Hatillo)
10. Guaicaipuro (Los Teques)
11. Independencia (Santa Teresa del Tuy)
12. Lander (Ocumare del Tuy)
13. Los Salias (San Antonio de los Altos)
14. Páez (Río Chico)
15. Paz Castillo (Santa Lucía)
16. Pedro Gual (Cúpira)
17. Plaza (Guarenas)
18. Simón Bolívar (San Francisco de Yare)
19. Sucre (Petare)
20. Urdaneta (Cúa)
21. Zamora (Guatire)

## Transporte
- Sistema Ferroviário Central Ezequiel Zamora (Línea Caracas - Cúa):[3] possui 4 estações (Caracas, Charallave Norte, Charallave Sur, Cúa) e tem uma longitude de 41,4 km².
- Sistema de metrô:
  - Metro de Los Teques: inaugurado em 2006. Tem 5 estações: Las Adjuntas (pertencente ao Metrô de Caracas) Ayacucho, Ali, Guaicaipuro e Independencia
  - Metro de Caracas
- Vias superficiais: as mais importantes são a Autopista Francisco Fajardo, Autopista Prados del Este e a Avenida Boyacá (Cota mil). Também possui estradas que unem vários povoados dentro do estado, assim como fora dele.